# Hilleshögs landskommun
Hilleshögs landskommun var en tidigare kommun i Stockholms län.

## Administrativ historik
Den inrättades i Hilleshögs socken i Färentuna härad i Uppland när 1862 års kommunalförordningar trädde i kraft.
Vid kommunreformen 1952 gick den upp i Färingsö landskommun. Området tillhör sedan 1971 nuvarande Ekerö kommun.